# ラクエル・アレッシ
ラクエル・アレッシ（Raquel Alessi, 1983年3月7日 - ）は、アメリカ合衆国の女優。

## 出演作品
- 新チャーリーズ・エンジェル
- ママと恋に落ちるまで シーズン5
- CSI:ニューヨーク シーズン6
- お願い!プレイメイト - シンディ 役
- ゴーストライダー - ロクサーヌ（青春期） 役
- 交渉人〜Standoff（英語版）